# Diego Hurtado de Mendoza y Quiñones
Diego Hurtado de Mendoza y Quiñones (Guadalajara, 1444 - Madrid, 14 de octubre de 1502) era hermano del II conde de Tendilla, y nieto del marqués de Santillana.

## Biografía
Fue el segundo cardenal de los Mendoza; estudió en Salamanca comenzando su carrera eclesiástica como ayudante de su tío el cardenal Mendoza, cuando este era obispo de Plasencia en 1481. Luego fue nombrado obispo de Palencia y más tarde arzobispo de Sevilla en 1485, favoreciendo los ideales del humanismo cristiano, las artes y las artes.
También fue nombrado patriarca de Alejandría y cardenal de Santa Sabina en 1500.
Algunos autores lo mencionan también como obispo de Sigüenza, aunque esto es un error historiográfico.

## Sepultura

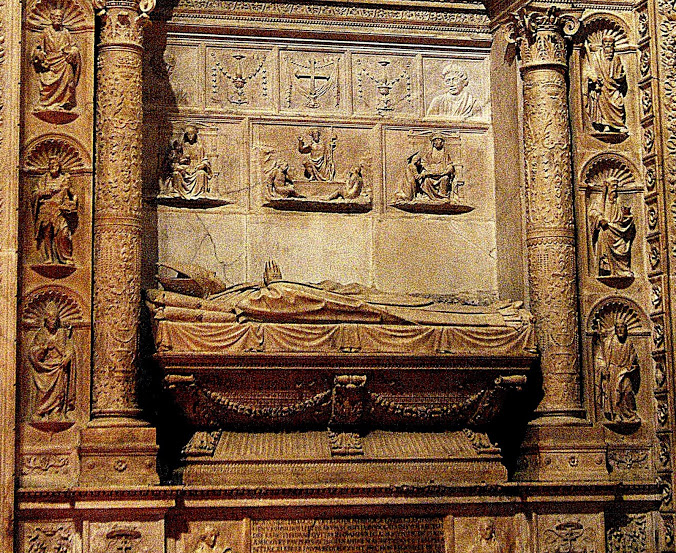
Sepulcro del cardenal en la Capilla de la Virgen de la Antigua de la Catedral de Sevilla.

Fue enterrado primero en el monasterio jerónimo de Santa Ana de Tendilla del que había sido un importante y benefactor patrono, pero se trasladaron sus restos a la Capilla de la Virgen de la Antigua de la catedral de Sevilla, a un sepulcro de mármol, obra de Domenico Fancelli por encargo de su hermano Íñigo, con un elegante epitafio renacentista en latín.